# Amharische Sprache

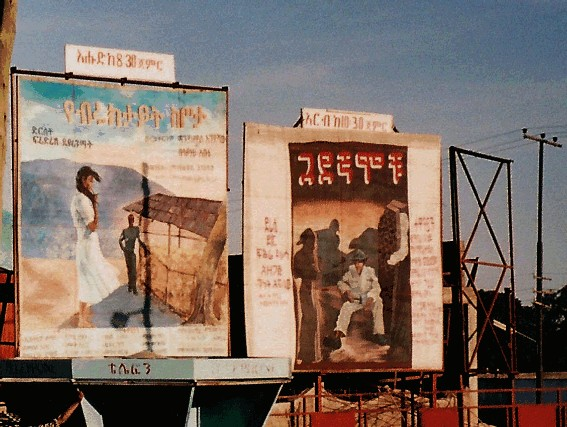
Amharische Theaterwerbung in Addis Abeba

Das Amharische (Eigenbezeichnung አማርኛ amarəñña [amarɨɲːa]) ist eine äthiosemitische Sprache, die im nördlichen Zentraläthiopien als Muttersprache von den Amharen gesprochen wird. Daneben ist sie die bedeutendste Verkehrssprache Äthiopiens und wird in allen Städten des Landes gesprochen. Sie ist laut Volkszählung von 2007 mit 19,87 Mio. Sprechern (26,89 % der Gesamtbevölkerung) nach dem Oromo die äthiopische Sprache mit der zweitgrößten Zahl an Muttersprachlern. Außerdem wird sie von sehr vielen Einwohnern Äthiopiens als Zweitsprache gesprochen.
Amharisch wird mit der äthiopischen Schrift (Ge'ez) geschrieben.
Amharisch ist die offizielle Arbeits- und Amtssprache auf der Ebene der Zentralregierung und Arbeitssprache in fünf Bundesstaaten Äthiopiens.
Amharisch wird auch in Eritrea von in Äthiopien aufgewachsenen Eritreern und älteren Menschen, welche die äthiopische Herrschaft erlebt haben, gesprochen. In Dschibuti lebende äthiopische Einwanderer und Arbeitsimmigranten sprechen ebenfalls oft Amharisch.

## Klassifikation
Amharisch gehört zu den äthiosemitischen Sprachen, einer Untergruppe des Semitischen. Innerhalb des Äthiosemitischen gehört Amharisch der Gruppe der südäthiosemitischen Sprachen an. In dieser Gruppe wird es der AA-Untergruppe des Transversal Südäthiosemitischen zugerechnet. Als die am nächsten verwandte Sprache gilt das Argobba.

## Geschichte
Als Ursprung des Amharischen wird die Region Amhara im südwestlichen Wällo angesehen, die im nördlichen Zentraläthiopien liegt. Seit dem Beginn der Salomonischen Dynastie unter Yekuno Amlak im 13. Jahrhundert war sie die lesana negus, ‘Sprache des Königs’. Dadurch wurde Amharisch im Laufe der Jahrhunderte in weiten Teilen des Landes verbreitet. Heute wird sie von den meisten Einwohnern der Regionen Nordshewa, Gondar (Begemder), Gojjam und Wällo als Muttersprache gesprochen. Seit 1991 bilden diese von Amharen bewohnten Gebiete die Verwaltungsregion Amhara, einen von neun ethnisch definierten Bundesstaaten Äthiopiens.

## Phonologie
In den Lautverhältnissen (Phonetik) unterscheidet sich das Amharische von den klassischen semitischen Sprachen. Zum Teil wurden ältere Verhältnisse bewahrt, beispielsweise bei den glottalisierten Konsonanten, zum anderen sind auch einige archaische Konsonanten, wie z. B. pharyngale Konsonanten, geschwunden.
Amharisch wird gewöhnlich in unterschiedlichen Notationskonventionen wiedergegeben. In den Tabellen sind die einzelnen Laute zunächst nach der IPA-Konvention notiert. In den Klammern sind die abweichenden Formen wiedergegeben, die in der Transliteration der äthiopischen Schrift verwendet werden und in der philologisch ausgerichteten Äthiopistik üblich sind.

### Konsonanten
|           |           | Bilabial   | Dental     | Palato-alveolar Palatal | Velar     | Glottal |
| --------- | --------- | ---------- | ---------- | ----------------------- | --------- | ------- |
| Plosive   | stimmlos  | p          | t          |                         | k         | ʔ (ʾ)   |
| Plosive   | stimmhaft | b          | d          |                         | g         |         |
| Plosive   | Ejektive  | pʼ (p', p̣) | tʼ (t', ṭ) |                         | kʼ (q, ḳ) |         |
| Affrikate | stimmlos  |            |            | ʧ (č)                   |           |         |
| Affrikate | stimmhaft |            |            | ʤ (ǧ)                   |           |         |
| Affrikate | Ejektive  |            | ʦʼ (s', ṣ) | ʧʼ (č', č̣)              |           |         |
| Frikative | stimmlos  | f          | s          | ʃ (š)                   |           | h       |
| Frikative | stimmhaft |            | z          | ʒ (ž)                   |           |         |
| Nasale    | Nasale    | m          | n          | ɲ (ñ)                   |           |         |
| Liquide   | Liquide   | w          | l          | j (y)                   |           |         |
| Vibranten | Vibranten |            | r          |                         |           |         |

### Vokale
|             | Vorderzungenvokal | Zentralvokal | Hinterzungenvokal |
| ----------- | ----------------- | ------------ | ----------------- |
| geschlossen | i                 | ɨ (ə)        | u                 |
| mittel      | e                 | ə (ä)        | o                 |
| offen       |                   | a            |                   |

Die sieben Vokalreihen werden üblicherweise wie folgt nummeriert:
|   | Reihe    | Amharisch | Amharisch |
| ä | 1. Reihe | ግዕዝ       | gəʾəz     |
| u | 2. Reihe | ካዕብ       | kaʾəb     |
| i | 3. Reihe | ሣልስ       | saləs     |
| a | 4. Reihe | ራብዕ       | rabəʾ     |
| e | 5. Reihe | ኃምስ       | haməs     |
| ə | 6. Reihe | ሳድስ       | sadəs     |
| o | 7. Reihe | ሳብዕ       | sabəʾ     |

Im Folgenden werden für die Darstellung der Grammatik die Transliterationszeichen der äthiopischen Schrift (in der Tabelle in Klammern) und nicht die entsprechenden IPA-Zeichen verwendet.

## Grammatik

### Morphologie
Das Amharische zeichnet sich durch eine komplexe Morphologie aus, die besonders im Bereich der Verbalmorphologie zu einer großen Formenvielfalt geführt hat, ähnlich wie die Verbalmorphologie des ebenfalls semitischen Arabisch.

#### Nomen

##### Genus
Amharisch hat die beiden grammatischen Genera Maskulin und Feminin. Bei Nomen wird das Genus in der Regel jedoch morphologisch nicht direkt markiert. Die meisten Nomen sind maskulin. Bestimmte Nomen, die sich auf Personen beziehen, haben ein generisches Genus. Bei einigen femininen Nomen wird das Genus durch eine besondere Endung -it gekennzeichnet.

##### Plural
Im Amharischen wird zwischen Singular und Transnumeral einerseits und Plural andererseits unterschieden. Singular und Transnumeral sind formal identisch, da sie nicht durch besondere Formen angezeigt werden. Die Kategorie Transnumeral bezeichnet eine Gruppe von Referenten, deren genaue Anzahl nicht bekannt ist. Der Plural wird dagegen an Nomen durch die Endung -očč angezeigt: z. B. bet ‘Haus’, betočč ‘Häuser’; säw ‘Mann’, säwočč ‘Männer, Leute’; mäkina ‘Auto’ mäkinočč ‘Autos’.
| Singular                    | Transnumeral                | Plural                           |
| --------------------------- | --------------------------- | -------------------------------- |
| and säw mät't’a [አንድ ሰው መጣ] | bəzu säw alläqä [ብዙ ሰው አለቀ] | sost säwočč mät't’u [ሦስት ሰዎች መጡ] |
| Ein Mann kam.               | Viele Männer starben        | Drei Männer kamen.               |

##### Artikel
Der direkte Artikel wird als Suffix an das Nomen angehängt. Die Genusunterscheidung in Maskulin und Feminin zeigt sich auch am Artikel: seine maskuline Form ist -u und die feminine Form ist -wa: bet-u ‘das Haus’ und lam-wa ‘die Kuh’ (von lam ‘Kuh’).

#### Pronomen
Die freien Personalpronomen des Amharischen unterscheiden das Genus nur in den 2. und 3. Personen im Singular. Anders als beispielsweise in den nordäthiosemitischen Sprachen Altäthiopisch oder Tigrinya gibt es keine Genusunterscheidung in den Pluralformen. Freie Personalpronomen werden vor allem zu anaphorischen Zwecken und für die Fokussierung verwendet. Daneben gibt es zwei Typen gebundener Personalpronomen, die für die Markierung des Objekts am Verb und als besitzanzeigende Suffixe an Nomen dienen.
Amharisch verfügt über zwei Respektformen der Pronomen, die verwendet werden, um respektvoll jemanden an- oder über jemanden zu sprechen.
| Numerus     | Person      | Freie Personalpronomina | gebundene Pronomen | gebundene Pronomen |
| Numerus     | Person      | Freie Personalpronomina | Objektsuffixe      | Possessivsuffixe   |
| ----------- | ----------- | ----------------------- | ------------------ | ------------------ |
| Singular    | 1.          | əne [እኔ]                | -ññ [-ኝ]           | -e [-ኤ]            |
| Singular    | 2. maskulin | antä [አንተ]              | -h [-ህ]            | -h [-ህ]            |
| Singular    | 2. feminin  | anči [አንቺ]              | -š [-ሽ]            | -š [-ሽ]            |
| Singular    | 3. maskulin | əssu [እሱ]               | -w/-t [-ው/-ት]      | -u [-ኡ]            |
| Singular    | 3. feminin  | əssʷa [እሷ]              | -at [-አት]          | -wa [-ዋ]           |
| Plural      | 1.          | əñña [እኛ]               | -n [-ን]            | -aččən [-አችን]      |
| Plural      | 2.          | ənnantä [እናንተ]          | -aččəhu [-አችሁ]     | -aččəhu [-አችሁ]     |
| Plural      | 3.          | ənnässu [እነሱ]           | -aččäw [-አቸው]      | -aččäw [-አቸው]      |
| Respektform | 2.          | ərsswo [እርስዎ]           | -wo/-wot [-ዎ/-ዎት]  | -wo [-ዎ]           |
| Respektform | 3.          | əssaččäw [እሳቸው]         | -aččäw [-አቸው]      | -aččäw [-አቸው]      |

Beispiele:
- Freies Personalpronomen
 əssu hakim näw [እሱ ሐኪም ነው] (er – Arzt – er ist) ‘Er ist Arzt.’; əne, wädä bete hedku. [እኔ፣ ወደ ቤቴ ሄድኩ] (ich – zu – mein Haus – ich ging) ‘Ich ging nach Hause.’
- Objektsuffix
 ayyän-at [አየናት] ‘Wir sahen sie.’; mätta-ññ [መታኝ] ‘Er schlug mich.’
- Possessivsuffix
 bet-e [ቤቴ] ‘mein Haus’; wändəm-u [ወንድሙ] ‘sein Bruder’; agär-aččən [አገራችን] ‘unser Land’

Die Personalpronomen der 3. Person und des Respekts haben die Alternativformen ərsu (er), ərsʷa (sie) und ənnärsu (sie pl.), sowie ərswo (Sie) und ərsaččäw (er/sie resp.), die gelegentlich in schriftlicher Form, in der gesprochenen Sprache aber seltener verwendet werden.

#### Verben

##### Das Wurzelprinzip
Die morphologische Struktur des Verbes setzt sich aus einem Wurzelmorphem, das aus einem bis fünf Wurzelkonsonanten, auch Radikale genannt, besteht und einer bestimmten Folge von Vokalen, welche das Konsonantengerüst füllen, zusammen. Art und Anzahl der Vokale sowie mögliche Längung eines der Wurzelkonsonanten wird durch die jeweilige Aspekt- oder Modusform bestimmt.

Als Beispiel einige Formen, die von der Wurzel flg mit der Bedeutung ‘wollen, suchen’ gebildet werden:
- fällägä [ፈለገ] ‘er suchte’, yəfälləgall [ይፈልጋል] ‘er sucht’, fälləgo näbbär [ፈልጎ ነበር] ‘er hatte gesucht’, mäfällägu [መፈለጉ] ‘das Suchen', fəllagot [ፍላጎት] ‘Wunsch', fällagi [ፈላጊ] ‘Sucher'.

##### Tempus und Aspekt
Amharisch hat ein gemischtes Tempus-Aspekt System. Es verfügt über drei Konjugationstypen, die in erster Linie aspektuelle Unterscheidungen darstellen, aber mit Hilfe von Hilfsverben temporal eingeordnet werden können. Die drei Konjugationstypen sind Perfektiv, Imperfektiv und Perfekt.
| Numerus     | Person      | Perfektiv             | Imperfektiv                   | Perfekt                             |
| ----------- | ----------- | --------------------- | ----------------------------- | ----------------------------------- |
| Singular    | 1.          | fälläg-ku [ፈለግኩ]      | ə-fälləg-allähu [እፈልጋለሁ]      | fälləgg-e-yallähu [ፈልጌያለሁ]          |
| Singular    | 2. maskulin | fälläg-k [ፈለግክ]       | tə-fälləg-alläh [ትፈልጋለህ]      | fälləg-ä-hall [ፈልገሃል]               |
| Singular    | 2. feminin  | fälläg-š [ፈለግሽ]       | tə-fälləgi-yalläš [ትፈልጊያለሽ]   | fälləg-ä-šall [ፈልገሻል]               |
| Singular    | 3. maskulin | fälläg-ä [ፈለገ]        | yə-fälləg-all [ይፈልጋል]         | fälləg-o-ʷall [ፈልጎዋል/ፈልጓል]          |
| Singular    | 3. feminin  | fälläg-äčč [ፈለገች]     | tə-fälləg-alläčč [ትፈልጋለች]     | fälləg-a-lläčč [ፈልጋለች]              |
| Plural      | 1.          | fälläg-n [ፈለግን]       | ənnə-fälləg-allän [እንፈልጋለን]   | fälləg-än-all [ፈልገናል]               |
| Plural      | 2.          | fälläg-aččəhu [ፈለጋችሁ] | tə-fälləg-allaččəhu [ትፈልጋላችሁ] | fälləg-aččəhu-ʷall [ፈልጋችሁዋል/ፈልጋችኋል] |
| Plural      | 3.          | fälläg-u [ፈለጉ]        | yə-fälləg-allu [ይፈልጋሉ]        | fälləg-äw-all [ፈልገዋል]               |
| Respektform | 2.          | fälläg-u [ፈለጉ]        | yə-fälləg-allu [ይፈልጋሉ]        | fälləg-äw-all [ፈልገዋል]               |
| Respektform | 3.          | fälläg-u [ፈለጉ]        | yə-fälləg-allu [ይፈልጋሉ]        | fälləg-äw-all [ፈልገዋል]               |

Perfektiv

Innerhalb der Äthiopistik wird diese Form auch Perfekt genannt, tatsächlich handelt es sich aus linguistischer Sicht jedoch um einen perfektiven Aspekt. Der Perfektiv dient dem Ausdruck einer Handlung oder eines Sachverhaltes, der als abgeschlossen gilt, ohne dass auf seine innere Struktur Bezug genommen wird. Oft wird er als Form der Erzählvergangenheit verwendet. Bei stativen Verben drückt er jedoch einen präsentischen Sachverhalt aus.
Beispiele:
- wädä Addis Abäba hed-u  [ወደ አዲስ አበባ ሄዱ] (nach – Addis Abeba – sie-gingen) ‘Sie gingen nach Addis Abeba’
- assər amät bä-mullu ityop’ya näggäs-ä  [አሥር ዓመት በሙሉ ኢትዮጵያ ነገሠ] (zehn Jahre in-ganz Äthiopien er-herrschte) ‘Er herrschte zehn Jahre über ganz Äthiopien.’

aber mit stativen Verben:
- däkkäm-ä-ññ [ደከመኝ] (es-ermüdete-mich) ‘Ich bin müde.’
- rab-(ä)-at [ራባት] (es-machte-hungrig-sie) ‘Sie ist hungrig.’

Imperfektiv

Der Imperfektiv wird traditionell auch ‘zusammengesetztes Imperfekt’ genannt, da er aus dem ursprünglichen semitischen Imperfekt und dem Hilfsverb -all gebildet wird. Im Amharisch kann die reine Imperfektform keinen vollständigen Satz bilden, sondern muss immer mit einem Hilfsverb oder in Verbindung mit einem anderen Funktionsverb auftreten. Im Unterschied zum Perfektiv stellt der Imperfektiv eine Handlung oder einen Sachverhalt unter Ausschluss seiner zeitlichen Grenzen dar. Je nach Verbsemantik und Kontext kann er eine habituelle oder eine progressive Lesart annehmen. Er kann zudem in der Vergangenheit (mit dem Hilfsverb näbbär) als auch in der Gegenwart bzw. in der Zukunft (mit dem Hilfsverb -all) angesiedelt sein.
Beispiele:
- Almaz bunna tə-ṭäṭṭ-alläčč  [አልማዝ ቡና ትጠጣለች] (Almaz Kaffee sie-trinkt) ‘Almaz trinkt Kaffee.’
- nägä wädä Addis Abäba ənnə-hed-allän  [ነገ ወደ አዲስ አበባ እንሄዳለን] (morgen nach Addis Abeba wir-gehen) ‘Morgen gehen wir nach Addis Abeba.’
- bä-zziyan gize Getahun bəzu yə-bäla näbbär  [በዚያን ጊዜ ጌታሁን ብዙ ይበላ ነበር] (in-jener Zeit Getahun viel er-isst es-war) ‘Getahun pflegte damals viel zu essen.’

Perfekt

Der Perfekt besteht aus dem Konverb und dem Hilfsverb -all. (Traditionell wird das Konverb auch Gerundium bezeichnet.) Das Perfekt dient dem Ausdruck von Handlungen und Sachverhalten, die in der Vergangenheit stattfanden oder begonnen haben und sich noch in die Gegenwart auswirken.
Beispiele:
- wädä Addis Abäba hed-a-lläčč  [ወደ አዲስ አበባ ሄዳለች] (nach Addis Abeba sie-ist-gegangen) ‘Sie ist nach Addis Abeba gegangen (und ist noch dort).’
- yä-abbat-e bäre əgr-u täsäbr-o-ʷall  [የአባቴ ባሬ እግሩ ተሰብሯል] (von-Vater-mein Stier Bein-sein er-ist-gebrochen) ‘Das Bein meines Vaters Stier ist gebrochen.’

Zustandsverben im Perfekt haben oft eine präsentische Bedeutung:
- bunna-w qäsqəs-o-ʷall  [ቡናው ቀስቅሷል] (Kaffee-der er-ist-kalt-geworden) ‘Der Kaffee ist kalt.’

##### Modus
| Numerus     | Person      | Imperativ      | Jussiv              |
| ----------- | ----------- | -------------- | ------------------- |
| Singular    | 1.          |                | lə-fälləg [ልፈልግ]    |
| Singular    | 2. maskulin | fälləg [ፈልግ]   |                     |
| Singular    | 2. feminin  | fälləg-i [ፈልጊ] |                     |
| Singular    | 3. maskulin |                | yə-fälləg [ይፈልግ]    |
| Singular    | 3. feminin  |                | tə-fälləg [ትፈልግ]    |
| Plural      | 1.          |                | ənnə-fälləg [እንፈልግ] |
| Plural      | 2.          | fälləg-u [ፈልጉ] |                     |
| Plural      | 3.          |                | yə-fälləg-u [ይፈልጉ]  |
| Respektform | 2.          | fälləg-u [ፈልጉ] | yə-fälləg-u [ይፈልጉ]  |
| Respektform | 3.          |                | yə-fälləg-u [ይፈልጉ]  |

### Syntax
Die Satzstellung des Amharisch ist SOV (Subjekt-Objekt-Verb), das heißt, das Verb steht am Ende des Satzes und Nebensätze gehen dem Hauptsatz voraus.
| Subjekt                   | Objekt           | Verb              |
| ------------------------- | ---------------- | ----------------- |
| käbbädä [ከበደ]             | gämäd-u-n [ገመዱን] | qorräṭ-ä [ቆረጠ]    |
| Käbbädä                   | Seil-Art-Akk     | schneidenPER-3.sm |
| Käbbädä schnitt das Seil. |                  |                   |

Das Beispiel zeigt einen einfachen Satz mit Subjekt (Käbbädä), Objekt (das Seil) und Verb ({er} schnitt) am Satzende.

## Schrift
Das Amharisch wird mit der äthiopischen Schrift geschrieben, die ursprünglich aus der altsüdarabischen Schrift für das Altäthiopische entwickelt worden war. Im Gegensatz zu den anderen semitischen Schriften wird sie von links nach rechts geschrieben. Für die Darstellung einiger Konsonanten, die im Altäthiopischen nicht vorhanden sind, wurden einige Schriftzeichen modifiziert.
Die ältesten schriftlichen Zeugnisse des Amharischen sind die altamharischen Kaiserlieder aus dem 14. Jahrhundert, die zum ersten Mal von Guidi herausgegeben worden sind (Le canzoni geez-amarina in onore di Ré Abissini, Rom 1889). Der Beginn der modernen Literatur des Amharischen wird jedoch im 19. Jahrhundert mit Niederschrift einer Chronik des Kaisers Tewodrus angesetzt.
|     | ə | u | i | a | e | ɨ* | o |
| --- | - | - | - | - | - | -- | - |
| p   | ፐ | ፑ | ፒ | ፓ | ፔ | ፕ  | ፖ |
| t   | ተ | ቱ | ቲ | ታ | ቴ | ት  | ቶ |
| tʃ  | ቸ | ቹ | ቺ | ቻ | ቼ | ች  | ቾ |
| k   | ከ | ኩ | ኪ | ካ | ኬ | ክ  | ኮ |
| x   | ኸ | ኹ | ኺ | ኻ | ኼ | ኽ  | ኾ |
| b   | በ | ቡ | ቢ | ባ | ቤ | ብ  | ቦ |
| d   | ደ | ዱ | ዲ | ዳ | ዴ | ድ  | ዶ |
| dʒ  | ጀ | ጁ | ጂ | ጃ | ጄ | ጅ  | ጆ |
| g   | ገ | ጉ | ጊ | ጋ | ጌ | ግ  | ጎ |
| p’  | ጰ | ጱ | ጲ | ጳ | ጴ | ጵ  | ጶ |
| t’  | ጠ | ጡ | ጢ | ጣ | ጤ | ጥ  | ጦ |
| tʃ’ | ጨ | ጩ | ጪ | ጫ | ጬ | ጭ  | ጮ |
| k’  | ቀ | ቁ | ቂ | ቃ | ቄ | ቅ  | ቆ |
| ʔ   | አ | ኡ | ኢ | ኣ | ኤ | እ  | ኦ |
| s’  | ጸ | ጹ | ጺ | ጻ | ጼ | ጽ  | ጾ |
| f   | ፈ | ፉ | ፊ | ፋ | ፌ | ፍ  | ፎ |
| s   | ሰ | ሱ | ሲ | ሳ | ሴ | ስ  | ሶ |
| ʃ   | ሸ | ሹ | ሺ | ሻ | ሼ | ሽ  | ሾ |
| h   | ሀ | ሁ | ሂ | ሃ | ሄ | ህ  | ሆ |
| h   | ሐ | ሑ | ሒ | ሓ | ሔ | ሕ  | ሖ |
| z   | ዘ | ዙ | ዚ | ዛ | ዜ | ዝ  | ዞ |
| ʒ   | ዠ | ዡ | ዢ | ዣ | ዤ | ዥ  | ዦ |
| m   | መ | ሙ | ሚ | ማ | ሜ | ም  | ሞ |
| n   | ነ | ኑ | ኒ | ና | ኔ | ን  | ኖ |
| ɲ   | ኘ | ኙ | ኚ | ኛ | ኜ | ኝ  | ኞ |
| w   | ወ | ዉ | ዊ | ዋ | ዌ | ው  | ዎ |
| l   | ለ | ሉ | ሊ | ላ | ሌ | ል  | ሎ |
| j   | የ | ዩ | ዪ | ያ | ዬ | ይ  | ዮ |
| r   | ረ | ሩ | ሪ | ራ | ሬ | ር  | ሮ |

 * der Konsonant kann an Stelle von ɨ auch ohne Vokal sein
Die korrekte Darstellung der Tabelle erfordert einen Unicode-Zeichensatz, der den äthiopischen Bereich (siehe Unicodeblock Äthiopisch) abdeckt.